# Lamellenmotor
Ein Lamellenmotor ist ein Gasexpansionsmotor, bei dem durch verschiebbare Lamellen im Gegensatz zu einem Kolbenmotor direkt eine Drehbewegung erzeugt werden kann. Der Aufbau ähnelt dem einer Drehschieber- und Zahnradpumpe.

## Aufbau und Funktion

Aufbau

Ein Lamellenmotor besteht aus einem Stator, das ist ein innen zylindrisches Gehäuse mit Ein- und Auslassöffnungen, und einem Rotor, das ist eine dazu exzentrisch angeordnete Welle mit Längsschlitzen, in denen die Lamellen stecken. Durch diese Anordnung werden die Räume, die jeweils zwischen zwei Lamellen, dem Rotor und dem Stator abgegrenzt sind, je nach Stellung bei einer Rotation des Rotors größer und kleiner. Ein Stück weit neben der Stelle, an der dieser Raum am kleinsten ist, liegt die Eintrittsöffnung. Durch Rotation des Rotors expandiert das Gas und kann schließlich an der Stelle, an der der abgegrenzte Raum zwischen den Lamellen am größten ist, durch die Auslassöffnung ausströmen. Durch weitere Auslassöffnungen weiter hinten wird versucht, möglichst viel der verbliebenen Restluft ebenfalls ausströmen zu lassen.
Durch weitere Ein- und Auslassöffnungen, zwischen denen gewechselt werden kann, ist es bei einigen Lamellenmotoren außerdem möglich, die Drehrichtung umzuschalten.

## Vorteile von Druckluftmotoren (Lamellenmotoren)
- geeignet für den Einsatz im explosionsgefährdeten Bereich
- abgedichtet, z. B. für den Einsatz unter Wasser
- leicht und kompakt, wenn nur wenig Einbauraum zur Verfügung steht
- leistungsstark, hohes Drehmoment bereits beim Start
- sterilisierbar: zum Einsatz in der Medizintechnik und die Verwendung im Reinraum
- reinigungsmittelbeständig: für hohe Anforderungen in der Lebensmittelindustrie
- überlastsicher
- umsteuerbar: einsetzbar in beide Drehrichtungen
- leicht steuerbar: stufenloses Regulieren durch Änderung von Druck (Drehmoment) und Luftmenge (Drehzahl)
- staubunempfindlich
- hitzeunempfindlich
- vibrationsunempfindlich

## Anwendungen für Druckluftlamellenmotoren
- Explosionsgeschützter Bereich (Druckluftmotoren kühlen bei Lastzunahme, Überhitzung ist ausgeschlossen)
- Unter-Wasser-Anwendung: Abgedichtete Edelstahllamellenmotoren sind unter Wasser einsetzbar.

Beispiel: Druckluftmotor als Fräskopfantrieb für einen Kanalsanierungsroboter.
- Medizintechnik: Druckluftmotoren können sterilisiert werden. Benötigt man einen ferritfreien Antrieb, können sie aus Keramik gefertigt werden.
- Werkzeuge: z. B. Turbinenschleifer, Druckluftschrauber, Druckluftbohrer, Fräser etc.Druckluftschleifer

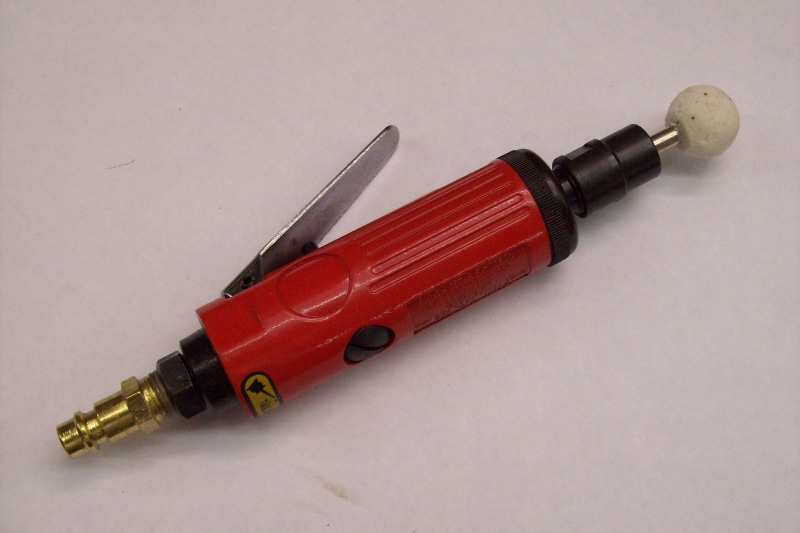
Druckluftschleifer

- Maschinenbau, wenn wenig Einbauraum zur Verfügung steht.
- Papierindustrie: Säurebeständige Edelstahlmotoren in der Papierherstellung, Antriebe zum Papierstreifentransport oder als Aufwickelantriebe.
- Schüttgutförderung: explosionssicherer, leistungsstarker Antrieb z. B. in einer Fasskippeinrichtung
- Lebensmittelindustrie: Ein abgedichteter reinigungsmittelunempfindlicher Edelstahlmotor für hohe Hygieneanforderungen.
- Schiffbau: leistungsstarke, seeluftresistente Druckluftmotoren.
- Rührwerksantriebe: Hochmomentmotoren, die hohe Drehmomente bei kleinsten Drehzahlen erreichen

etc.

## Anwendungen, für die sich Druckluftmotoren nicht/bedingt eignen
Nicht geeignet sind Druckluftmotoren dagegen zum Positionieren in einer Fertigungsanlage.
Beim Einsatz in Fahrzeugen ist die Bereitstellung der erforderlichen Luftmenge (wegen der geringen Energiedichte) problematisch.